# Spondyliosoma
Spondyliosoma is een geslacht van vissen uit de familie van Sparidae (Zeebrasems), orde baarsachtigen (Perciformes).

## Soortelijst
- Spondyliosoma cantharus (Linnaeus, 1758) – Zeekarper
- Spondyliosoma emarginatum (Valenciennes, 1830)